# Грошова реформа Кирима Герая

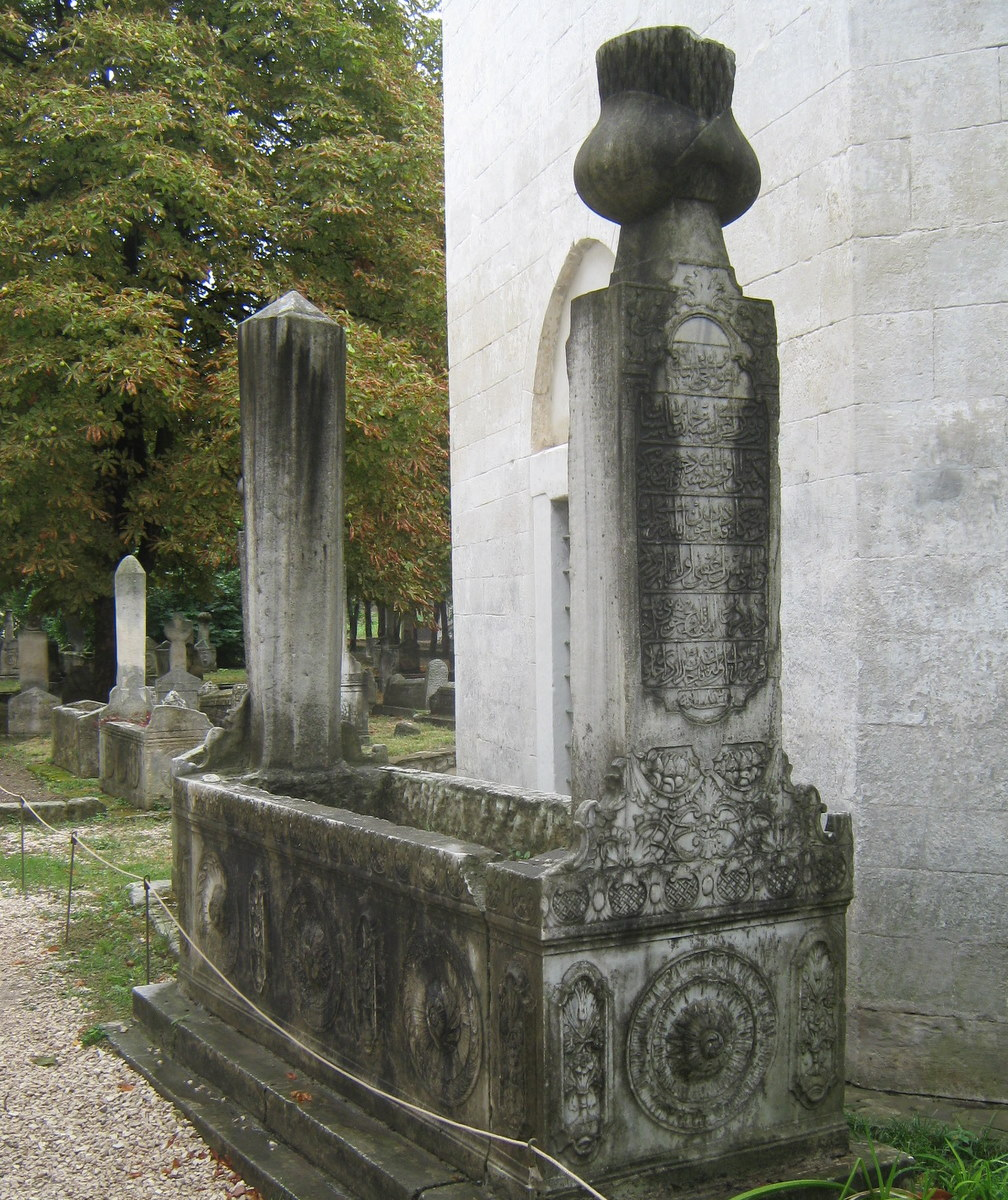
Могила Кирима Герая на ханському кладовищі у Бахчисараї

Грошова реформа Кирима Герая — грошова реформа в Кримському ханстві, здійснена Киримом Гераєм під час першого періоду свого правління у 1758 р. (1172 рік по Хіджрі).    

## Причини реформи
На початок правління Кирима Герая монетна справа ханства, як і вся економіка знаходилась у глибокому занепаді. Вона була представлена двома номіналами: акче та бешликом (6 акче), що виготовлялись із низькопробного срібла. Причому, карбування акче попередниками хана (Арсланом Гераєм   та Халімом Гераєм) було дуже обмеженим і носило чисто символічний характер.  У цей період монети Кримського ханства були предметом тотальної контрабанди до Османської імперії. Адже за своїми розмірам та номіналами вони візуально повторювали османські, а за чистотою срібла їм дуже поступались. Це дуже негативно впливало на фінансову систему держави, оскільки, вимагало постійного докарбування нових монет для нормалізації грошової маси на ринку. Безпоседньо перед Киримом в часи Арслана   та Халіма  співвідношення було наступним:   
| Кримські монети                                                           | Османські монети |
| ------------------------------------------------------------------------- | ---------------- |
| 1 акче (фактична маса 0,16-0,3 г. монет Арслана /Халіма (1748-1758 рр.)   | 0,2 акче         |
| 1 бешлик (фактична маса 0,43-0,74 г. монет Арслана/Халіма (1748-1758 рр.) | 1 акче           |
| 1 куруш (як грошово-лічильна одиниця)                                     | 1/6 куруша       |

Бешлик Арслана Герая 1161 р. Хіджра 1748 р. маса 0,49 г.
Бешлик Халіма Герая 1161 р. Хіджа 1756 р. маса 0,54 г.

## Суть реформи
Реформа полягала у збільшенні маси монет Кримського ханства і таким чином більш зручного співвідношення з монетами Османської імперії. Ханом також була запроваджена нова грошова одиниця: пара, що дорівнювала трьом акче, що також існувала у Османській імперії.   Таким чином, співвідношення між монетами Кримського ханства та Османською імперією стало наступним:
| Кримські монети                       | Османські монети     |
| ------------------------------------- | -------------------- |
| 1 акче (фактична маса 0,14-0.15 г.)   | 1,2 османського акче |
| 1 пара (фактична маса 0,41-0,48 г.)   | 1 османська пара     |
| 1 бешлик (фактична маса 0,75-1.01 г.) | 1 османський бешлик  |
| 1 куруш (як грошово-лічильна одиниця) | 1 османський куруш   |

## Галерея монет Кирима Герея

Корпус монет Кирима Герая з моністо[1]
Акче Кирима Герая 1172 р. Хіджра 1758 р. маса 0,15 г.[2]

## Звернення реформи
У 1764 р. Мустафа III усунув Кирима Герая з кримського престолу. Після цього протягом 1764-1768 рр. на кримському престолі правили Селім III Герай (перше правління 1764-1767), Арслан Герай (друге правління 1767), Максуд Герай (1767-1768). Всі ці хани, за винятком Арслана Герая (що взагалі не карбував монет протягом свого короткого правління),  карбували лише бешлики, маса яких була зменшена до рівня монет поперадників Кирима Герая т.б. до 0,43-0,67 г.  Після мінливої смерті Кирима Герая у молдавському м. Каушани, ханом стає Давлет IV (перше правління 1769-1770). Цей хан також карбував лише бешлики, зменшеної у порівнянні з монетами Кирима Герая масою у діапазоні 0,43-0,61 г.  Таким чином, грошову реформу було остаточно Кирима Герая було остаточно звернуто. Очевидною причиною цього стало гнітюче  економічне становище кримської держави, що була не взмозі навіть за підтримки Османської імперії протистояти експансії Росії.